# Остроухов, Иван Иванович
Иван Иванович Остроухов  (18 августа 1914, Весёлые Терны, Екатеринославская губерния — 30 мая 2008) — советский горный инженер и учёный в области горного дела. Кандидат технических наук (1970). Лауреат Премии Совета Министров СССР (1991). Кавалер знака Шахтёрская Слава всех трёх степеней. Участник Великой Отечественной войны.

## Биография
Родился 18 августа 1914 года в селе Весёлые Терны (ныне в черте города Кривой Рог).
В 1936 году окончил Криворожский горнорудный институт. В 1936—1941 годах — начальник участка, начальник вентиляции, начальник технического отдела шахтоуправления имени Орджоникидзе (Кривой Рог).
Участник Великой Отечественной войны с августа 1941 года. Техник-лейтенант в 35 районе авиационного базирования 15-й воздушной армии. Служил на фронтовом аэродроме, возглавлял часть электротехнической службы, участвовал в Сталинградской битве, закончил войну в Прибалтике.
В 1945—1950 годах — главный инженер шахтоуправления «Большевик» (Кривой Рог). В 1950—1955 годах — главный инженер рудоуправления имени Кагановича (Кривой Рог). Восстанавливал шахты Кривбасса.
В 1955—1965 годах — главный инженер треста «Никополь-Марганец».
В 1965—1975 годах — начальник технического отдела «Главруды» Минчермета СССР (Москва).
В 1975—1994 годах — учёный секретарь научного совета Академии наук СССР по проблемам КМА, старший научный сотрудник Института проблем комплексного освоения недр.

## Научная деятельность
Специалист в области горного дела. В 1970 году защитил диссертацию кандидата технических наук. Автор 30 научных трудов, нескольких изобретений и книг.

### Научные труды
- Новое в добыче марганцевой руды. — Днепропетровск: Книжное издательство, 1962. — 60 с.

## Награды
- Премия Совета Министров СССР (1991) — за разработку руд Кривбасса[2];
- Заслуженный шахтёр РСФСР (1978);
- Золотая медаль ВДНХ СССР;
- Орден Отечественной войны 2-й степени (06.04.1985)[1];
- Орден Трудового Красного Знамени;
- Орден Красной Звезды (30.04.1945)[1];
- Медаль «За оборону Сталинграда» (22.12.1942)[1];
- Медаль «За отвагу» (10.07.1943)[1];
- Медаль «За победу над Германией в Великой Отечественной войне 1941—1945 гг.» (09.05.1945)[1];
- Знак «Шахтёрская слава» 1—3-й степеней.